# Gródź
Gródź – pionowa przegroda w postaci ściany, umieszczona wzdłużnie lub poprzecznie wewnątrz kadłuba jednostki pływającej. Od strony konstrukcyjnej spełnia taką samą rolę jak wręgi lub rama wręgowa, czyli usztywnia konstrukcję kadłuba, a ponieważ dodatkowo zamyka określoną przestrzeń, to stanowi czynnik separujący, dzieląc wnętrze kadłuba na przedziały.

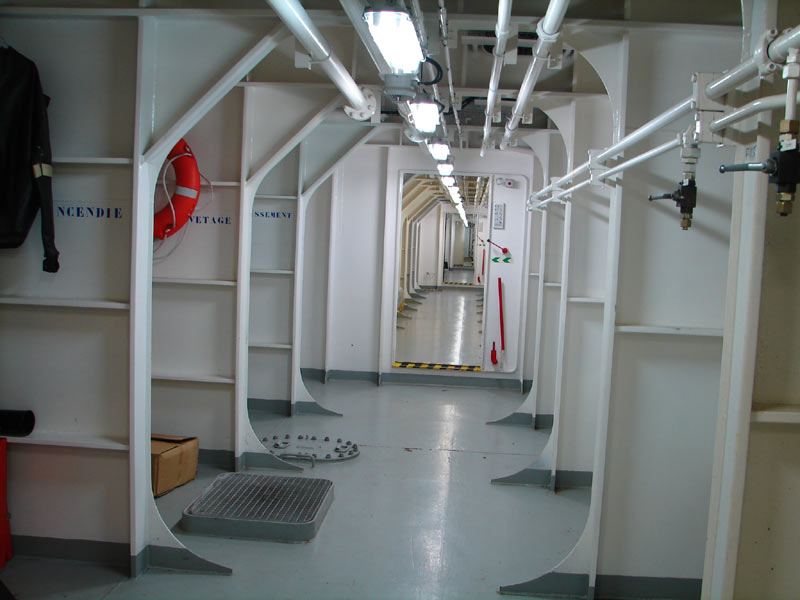
Przejście przez gródź wyposażoną w drzwi wodoszczelne

Grodzie uniemożliwiają przemieszczanie się ładunku, paliwa itp., jak również wody zęzowej oraz wody zaburtowej, która mogła wedrzeć się na pokład, co znacząco wpływa na stateczność jednostki w czasie przechyłów. System grodzi wodoszczelnych, który uniemożliwia przedostawanie się wody do sąsiednich przedziałów, wpływa na niezatapialność jednostki w przypadku przebicia dna lub poszycia, lub zalania przedziału od góry. Ponadto stosuje się grodzie ognioszczelne, chroniące przed rozprzestrzenianiem się ewentualnego pożaru.
Typowe grodzie są ścianami, które przenoszą naprężenia mechaniczne całą swoją powierzchnią. Istnieją również  tzw. grodzie konstrukcyjne, czyli zabudowane ramy wręgowe, w których naprężenia przenosi rama, a ściana spełnia rolę separującą.